# Heidesikkelwants
De heidesikkelwants (Nabis ericetorum) is een wants uit de familie sikkelwantsen (Nabidae).

## Uiterlijk
De heidesikkelwants is meestal kortvleugelig (brachypteer). De voorvleugels komen dan net niet tot het eind van het abdomen. Maar je ziet ook regelmatig langvleugelige (macropteer) heidesikkelwantsen. De dieren in de heidegebieden zijn vooral roodachtig bruin, terwijl de wantsen in de duinen grijzer zijn. De lengte is 6 – 7,5 mm.

## Verspreiding en levenswijze
De soort leeft in Europa en Noord-Afrika. Hij wordt gevonden in heidegebieden en in de duinen, waar natuurlijk ook veel heide groeit.
Hij is roofzuchtig en voedt zich met insecten. De volwassen wantsen overwinteren. Eén generatie per jaar. De eieren worden in grasstengels afgezet. Vanaf augustus verschijnt er een nieuwe generatie volwassen heidesikkelwantsen.